# Station Kruth
Station Kruth is een spoorwegstation aan de spoorlijn Lutterbach - Kruth. Het staat in de Franse gemeente Kruth in het departement Haut-Rhin in de regio Elzas.

## Geschiedenis
Het station werd op 2 januari 1905 geopend.

## Ligging
Het station ligt op kilometerpunt 32,035 van de spoorlijn Lutterbach - Kruth.

## Diensten
Het station wordt aangedaan door treinen van TER Alsace tussen Mulhouse-Ville en dit station.

## Toekomst
In de toekomst wordt het station mogelijk deel van de Tram-Train Mulhouse-Vallée de la Thur.